# Fotbal na Letních olympijských hrách 2004 – turnaj mužů
Fotbalový turnaj na Letních olympijských hrách 2004 byl 21. oficiální fotbalový turnaj na olympijských hrách. Turnaj byl určen pro hráče do 23 let s tím, že v každém týmu mohli nastoupit i tři starší hráči. Vítězem se stala argentinská fotbalová reprezentace do 23 let.

## Kvalifikace
Hlavní článek: Kvalifikace na fotbalový turnaj na Letních olympijských hrách 2004
| - Afrika (CAF) - Ghana - Mali - Maroko - Tunisko - Asie (AFC) - Irák - Japonsko - Jižní Korea - Severní, Střední Amerika a Karibik (CONCACAF) - Kostarika - Mexiko - Jižní Amerika (CONMEBOL) - Argentina - Paraguay |  | - Evropa (UEFA) - Itálie - Srbsko a Černá Hora - Portugalsko - Oceánie (OFC) - Austrálie - Hostitel - Řecko |

## Medailisté
| Zlato   | Argentina |
| Stříbro | Paraguay  |
| Bronz   | Itálie    |

## Základní skupiny

### Skupina A
| Tým         | Z | V | R | P | VG | IG | +/- | B |
| ----------- | - | - | - | - | -- | -- | --- | - |
| Mali        | 3 | 1 | 2 | 0 | 5  | 3  | +2  | 5 |
| Jižní Korea | 3 | 1 | 2 | 0 | 6  | 5  | +1  | 5 |
| Mexiko      | 3 | 1 | 1 | 1 | 3  | 3  | 0   | 4 |
| Řecko       | 3 | 0 | 1 | 2 | 4  | 7  | -3  | 1 |

| 11. srpna 2004 20:30           |        |                                       |                                                                      |
| Jižní Korea                    | 2 : 2  | Řecko                                 | Kaftanzoglio Stadium, Soluň diváci: 25 152 rozhodčí: Jorge Larrionda |
| D. J. Kim 43' Vyntra 64' (vl.) | Report | Taralidis 78' Papadopoulos 82' (pen.) | Kaftanzoglio Stadium, Soluň diváci: 25 152 rozhodčí: Jorge Larrionda |

| 11. srpna 2004 20:30 |        |        |                                                                              |
| Mali                 | 0 : 0  | Mexiko | Panthessaliko Stadium, Volos diváci: 10 104 rozhodčí: Subkhiddin Mohd Salleh |
|                      | Report |        | Panthessaliko Stadium, Volos diváci: 10 104 rozhodčí: Subkhiddin Mohd Salleh |

| 14. srpna 2004 20:30 |        |        |                                                                      |
| Jižní Korea          | 1 : 0  | Mexiko | Stadion Karaiskakis, Pireus diváci: 14 026 rozhodčí: Claus Bo Larsen |
| J. W. Kim 16'        | Report |        | Stadion Karaiskakis, Pireus diváci: 14 026 rozhodčí: Claus Bo Larsen |

| 14. srpna 2004 20:30 |        |                       |                                                                    |
| Řecko                | 0 : 2  | Mali                  | Kaftanzoglio Stadium, Soluň diváci: 17 123 rozhodčí: Carlos Torres |
|                      | Report | Berthe 2' N'Diaye 45' | Kaftanzoglio Stadium, Soluň diváci: 17 123 rozhodčí: Carlos Torres |

| 17. srpna 2004 20:30                  |        |                      |                                                                 |
| Jižní Korea                           | 3 : 3  | Mali                 | Kaftanzoglio Stadium, Soluň diváci: 3 320 rozhodčí: Éric Poulat |
| J. J. Cho 57', 59' Tamboura 64' (vl.) | Report | N'Diaye 7', 24', 55' | Kaftanzoglio Stadium, Soluň diváci: 3 320 rozhodčí: Éric Poulat |

| 17. srpna 2004 20:30                 |        |                            |                                                                    |
| Řecko                                | 2 : 3  | Mexiko                     | Panthessaliko Stadium, Volos diváci: 21 597 rozhodčí: Divine Evehe |
| Taralidis 82' (pen.) Stoltidis 90+3' | Report | Márquez 47' Bravo 70', 86' | Panthessaliko Stadium, Volos diváci: 21 597 rozhodčí: Divine Evehe |

### Skupina B
| Tým      | Z | V | R | P | VG | IG | +/- | B |
| -------- | - | - | - | - | -- | -- | --- | - |
| Paraguay | 3 | 2 | 0 | 1 | 6  | 5  | +1  | 6 |
| Itálie   | 3 | 1 | 1 | 1 | 5  | 5  | 0   | 4 |
| Ghana    | 3 | 1 | 1 | 1 | 4  | 4  | 0   | 4 |
| Japonsko | 3 | 1 | 0 | 2 | 6  | 7  | -1  | 3 |

| 12. srpna 2004 20:30                   |        |                                      |                                                                        |
| Paraguay                               | 4 : 3  | Japonsko                             | Kaftanzoglio Stadium, Soluň diváci: 5 381 rozhodčí: Essam Abd El Fatah |
| Giménez 5' Cardozo 26', 37' Torres 62' | Report | Ono 22' (pen.), 53' (pen.) Okubo 81' | Kaftanzoglio Stadium, Soluň diváci: 5 381 rozhodčí: Essam Abd El Fatah |

| 12. srpna 2004 20:30    |        |                         |                                                                       |
| Ghana                   | 2 : 2  | Itálie                  | Panthessaliko Stadium, Volos diváci: 7 012 rozhodčí: Horacio Elizondo |
| Pappoe 36' Appiah 45+1' | Report | Pinzi 49' Gilardino 83' | Panthessaliko Stadium, Volos diváci: 7 012 rozhodčí: Horacio Elizondo |

| 15. srpna 2004 20:30 |        |                      |                                                                      |
| Paraguay             | 1 : 2  | Ghana                | Kaftanzoglio Stadium, Soluň diváci: 1 119 rozhodčí: Benito Archundia |
| Gamarra 76'          | Report | Tiero 81' Appiah 84' | Kaftanzoglio Stadium, Soluň diváci: 1 119 rozhodčí: Benito Archundia |

| 15. srpna 2004 20:30    |        |                               |                                                                      |
| Japonsko                | 2 : 3  | Itálie                        | Panthessaliko Stadium, Volos diváci: 9 487 rozhodčí: Jorge Larrionda |
| Abe 21' Takamatsu 90+1' | Report | De Rossi 3' Gilardino 8', 36' | Panthessaliko Stadium, Volos diváci: 9 487 rozhodčí: Jorge Larrionda |

| 18. srpna 2004 20:30 |        |        |                                                                      |
| Paraguay             | 1 : 0  | Itálie | Stadion Karaiskakis, Pireus diváci: 24 160 rozhodčí: Claus Bo Larsen |
| Bareiro 14'          | Report |        | Stadion Karaiskakis, Pireus diváci: 24 160 rozhodčí: Claus Bo Larsen |

| 18. srpna 2004 20:30 |        |       |                                                                     |
| Japonsko             | 1 : 0  | Ghana | Panthessaliko Stadium, Volos diváci: 6 813 rozhodčí: Kyros Vassaras |
| Okubo 37'            | Report |       | Panthessaliko Stadium, Volos diváci: 6 813 rozhodčí: Kyros Vassaras |

### Skupina C
| Tým                 | Z | V | R | P | VG | IG | +/- | B |
| ------------------- | - | - | - | - | -- | -- | --- | - |
| Argentina           | 3 | 3 | 0 | 0 | 9  | 0  | +9  | 9 |
| Austrálie           | 3 | 1 | 1 | 1 | 6  | 3  | +3  | 4 |
| Tunisko             | 3 | 1 | 1 | 1 | 4  | 5  | -1  | 4 |
| Srbsko a Černá Hora | 3 | 0 | 0 | 3 | 3  | 14 | -11 | 0 |

| 11. srpna 2004 20:30 |        |            |                                                                      |
| Tunisko              | 1 : 1  | Austrálie  | Pankritio Stadium, Heráklion diváci: 15 757 rozhodčí: Kyros Vassaras |
| Zitouni 69'          | Report | Aloisi 45' | Pankritio Stadium, Heráklion diváci: 15 757 rozhodčí: Kyros Vassaras |

| 11. srpna 2004 20:30                                              |        |                     |                                                                         |
| Argentina                                                         | 6 : 0  | Srbsko a Černá Hora | Pampeloponnisiako Stadium, Patra diváci: 14 675 rozhodčí: Carlos Batres |
| Delgado 11' K. González 17' Tévez 42', 43' Heinze 74' Rosales 77' | Report |                     | Pampeloponnisiako Stadium, Patra diváci: 14 675 rozhodčí: Carlos Batres |

| 14. srpna 2004 20:30 |        |                                              |                                                                             |
| Srbsko a Černá Hora  | 1 : 5  | Austrálie                                    | Pankritio Stadium, Heráklion diváci: 8 857 rozhodčí: Subkhiddin Mohd Salleh |
| Radonjić 72'         | Report | Cahill 11' Aloisi 45+1', 57' Elrich 60', 86' | Pankritio Stadium, Heráklion diváci: 8 857 rozhodčí: Subkhiddin Mohd Salleh |

| 14. srpna 2004 20:30  |        |         |                                                                      |
| Argentina             | 2 : 0  | Tunisko | Pampeloponnisiako Stadium, Patra diváci: 5 512 rozhodčí: Éric Poulat |
| Tévez 39' Saviola 72' | Report |         | Pampeloponnisiako Stadium, Patra diváci: 5 512 rozhodčí: Éric Poulat |

| 17. srpna 2004 20:30 |        |           |                                                                         |
| Argentina            | 1 : 0  | Austrálie | Stadion Karaiskakis, Pireus diváci: 26 338 rozhodčí: Essam Abd El Fatah |
| D'Alessandro 9'      | Report |           | Stadion Karaiskakis, Pireus diváci: 26 338 rozhodčí: Essam Abd El Fatah |

| 17. srpna 2004 20:30    |        |                                           |                                                                            |
| Srbsko a Černá Hora     | 2 : 3  | Tunisko                                   | Pampeloponnisiako Stadium, Patra diváci: 5 512 rozhodčí: Charles Ariiotima |
| Krasić 70' Vukčević 87' | Report | Clayton 41' Jedidi 83' (pen.) Zitouni 89' | Pampeloponnisiako Stadium, Patra diváci: 5 512 rozhodčí: Charles Ariiotima |

### Skupina D
| Tým         | Z | V | R | P | VG | IG | +/- | B |
| ----------- | - | - | - | - | -- | -- | --- | - |
| Irák        | 3 | 2 | 0 | 1 | 7  | 4  | +3  | 6 |
| Kostarika   | 3 | 1 | 1 | 1 | 4  | 4  | 0   | 4 |
| Maroko      | 3 | 1 | 1 | 1 | 3  | 3  | 0   | 4 |
| Portugalsko | 3 | 1 | 0 | 2 | 6  | 9  | -3  | 3 |

| 12. srpna 2004 20:30 |        |        |                                                                        |
| Kostarika            | 0 : 0  | Maroko | Pankritio Stadium, Heráklion diváci: 3 212 rozhodčí: Massimo De Santis |
|                      | Report |        | Pankritio Stadium, Heráklion diváci: 3 212 rozhodčí: Massimo De Santis |

| 12. srpna 2004 20:30                                    |        |                              |                                                                       |
| Irák                                                    | 4 : 2  | Portugalsko                  | Pampeloponnisiako Stadium, Patra diváci: 5 689 rozhodčí: Divine Evehe |
| E. Mohammed 16' H. Mohammed 29' Mahmoud 56' Sader 90+3' | Report | Jabar 13' (vl.) Bosingwa 45' | Pampeloponnisiako Stadium, Patra diváci: 5 689 rozhodčí: Divine Evehe |

| 15. srpna 2004 20:30 |        |                           |                                                                        |
| Kostarika            | 0 : 2  | Irák                      | Stadion Karaiskakis, Pireus diváci: 12 150 rozhodčí: Charles Ariiotima |
|                      | Report | H. Mohammed 67' Karim 72' | Stadion Karaiskakis, Pireus diváci: 12 150 rozhodčí: Charles Ariiotima |

| 15. srpna 2004 20:30 |        |                             |                                                                    |
| Maroko               | 1 : 2  | Portugalsko                 | Pankritio Stadium, Heráklion diváci: 7 581 rozhodčí: Carlos Batres |
| Bouden 85'           | Report | C. Ronaldo 40' R. Costa 73' | Pankritio Stadium, Heráklion diváci: 7 581 rozhodčí: Carlos Batres |

| 18. srpna 2004 20:30        |        |           |                                                                           |
| Maroko                      | 2 : 1  | Irák      | Pampeloponnisiako Stadium, Patra diváci: 4 019 rozhodčí: Horacio Elizondo |
| Bouden 69' (pen.) Aqqal 77' | Report | Sader 63' | Pampeloponnisiako Stadium, Patra diváci: 4 019 rozhodčí: Horacio Elizondo |

| 18. srpna 2004 20:30                                    |        |                         |                                                                     |
| Kostarika                                               | 4 : 2  | Portugalsko             | Pankritio Stadium, Heráklion diváci: 11 218 rozhodčí: Carlos Torres |
| Villalobos 50' Meira 68' (vl.) Saborio 71' Brenes 90+1' | Report | Almeida 29' Ribeiro 54' | Pankritio Stadium, Heráklion diváci: 11 218 rozhodčí: Carlos Torres |

## Play off

### Čtvrtfinále
| 21. srpna 2004 18:00 |                |           |                                                                    |
| Mali                 | 0 : 1 (prodl.) | Itálie    | Stadion Karaiskakis, Pireus diváci: 27 543 rozhodčí: Carlos Torres |
|                      | Report         | Bovo 116' | Stadion Karaiskakis, Pireus diváci: 27 543 rozhodčí: Carlos Torres |

| 21. srpna 2004 18:00 |        |           |                                                                     |
| Irák                 | 1 : 0  | Austrálie | Pankritio Stadium, Heráklion diváci: 10 023 rozhodčí: Carlos Batres |
| E. Mohammed 64'      | Report |           | Pankritio Stadium, Heráklion diváci: 10 023 rozhodčí: Carlos Batres |

| 21. srpna 2004 21:00            |        |           |                                                                         |
| Argentina                       | 4 : 0  | Kostarika | Pampeloponnisiako Stadium, Patra diváci: 9 929 rozhodčí: Kyros Vassaras |
| Delgado 24' Tévez 43', 82', 83' | Report |           | Pampeloponnisiako Stadium, Patra diváci: 9 929 rozhodčí: Kyros Vassaras |

| 21. srpna 2004 21:00         |        |                           |                                                                       |
| Paraguay                     | 3 : 2  | Jižní Korea               | Kaftanzoglio Stadium, Soluň diváci: 4 080 rozhodčí: Massimo De Santis |
| Bareiro 19', 71' Cardozo 61' | Report | C. S. Lee 74', 79' (pen.) | Kaftanzoglio Stadium, Soluň diváci: 4 080 rozhodčí: Massimo De Santis |

### Semifinále
| 24. srpna 2004 18:00 |        |                                     |                                                                       |
| Itálie               | 0 : 3  | Argentina                           | Stadion Karaiskakis, Pireus diváci: 30 910 rozhodčí: Benito Archundia |
|                      | Report | Tévez 16' Lucho 69' M. González 84' | Stadion Karaiskakis, Pireus diváci: 30 910 rozhodčí: Benito Archundia |

| 24. srpna 2004 21:00 |        |                              |                                                                 |
| Irák                 | 1 : 3  | Paraguay                     | Kaftanzoglio Stadium, Soluň diváci: 6 213 rozhodčí: Éric Poulat |
| Farhan 83'           | Report | Cardozo 17', 34' Bareiro 68' | Kaftanzoglio Stadium, Soluň diváci: 6 213 rozhodčí: Éric Poulat |

### O 3. místo
| 27. srpna 2004 20:30 |        |      |                                                                     |
| Itálie               | 1 : 0  | Irák | Kaftanzoglio Stadium, Soluň diváci: 5 203 rozhodčí: Jorge Larrionda |
| Gilardino 8'         | Report |      | Kaftanzoglio Stadium, Soluň diváci: 5 203 rozhodčí: Jorge Larrionda |

### Finále
| 28. srpna 2004 10:00 |        |          |                                                                             |
| Argentina            | 1 : 0  | Paraguay | Olympijský stadion (Athény), Athény diváci: 41 116 rozhodčí: Kyros Vassaras |
| Tévez 16'            | Report |          | Olympijský stadion (Athény), Athény diváci: 41 116 rozhodčí: Kyros Vassaras |